# Willi Schuster
Willi Schuster (* 23. November 1951) ist ein ehemaliger deutscher Fußballspieler, der im Seniorenbereich ausschließlich für den FK Pirmasens aktiv gewesen ist.

## Karriere

### Vereine
Schuster spielte zunächst bis 1970 für den Mehrspartenverein TSV 1947 Mannheim-Schönau Fußball. Dem Jugendalter entwachsen, wurde er vom FK Pirmasens unter Vertrag genommen und anfangs in der seinerzeit zweitklassigen Regionalliga Südwest eingesetzt. Am Ende seiner Premierensaison im Seniorenbereich belegte seine Mannschaft den zweiten Platz hinter der punktgleichen, aber in der Tordifferenz um 16 Tore besseren Borussia Neunkirchen. Die mit der Platzierung verbundene Teilnahmeberechtigung an der Aufstiegsrunde zur Bundesliga wurde in Gruppe 1 mit Platz 3 in einem Teilnehmerfeld von fünf Mannschaften deutlich verpasst; Schuster bestritt einzig das Spiel am 27. Juni 1971 bei der 2:5-Niederlage beim VfL Bochum. Die folgenden zwei Saisons, 1971/72 und 1972/73, wurden auf den Plätzen sechs und drei beendet. Sein Debüt im Wettbewerb um den DFB-Pokal hatte er am 9. Dezember 1972 beim 4:1-Sieg im Erstrunden-Hinspiel gegen Rot-Weiß Oberhausen.
Von 1976 bis 1978 kam er in der Gruppe Süd der seinerzeit zweigleisigen 2. Bundesliga in insgesamt 67 Punktspielen zum Einsatz, in denen ihm ein Tor gelang. Dieses erzielte er in seinen ersten 35 Saisonspielen am 5. Februar 1977 (25. Spieltag) bei der 1:4-Niederlage im Heimspiel gegen den TSV 1860 München mit dem Treffer zum 1:3 in der 80. Minute. Ferner kam er in fünf weiteren Pokalspielen zum Einsatz, wobei er mit seiner Mannschaft mit Erreichen der 3. Runde am weitesten kam.

### Nationalmannschaft
Als Spieler des TSV 1947 Mannheim-Schönau bestritt er 15-jährig an der Seite von Uli Hoeneß drei Schülerländerspiele. Am 22. April 1967 debütierte er in Berlin beim 6:0-Erfolg über die Auswahl Englands, gegen die zwei Tage später in Saarbrücken das Spiel torlos geblieben ist. In Schweinfurt gewann der mit seiner Auswahl am 20. Mai 1967 mit 6:0 über die Auswahl der Niederlande. Schuster spielte im Jahr 1970 sechsmal für die DFB-Jugendauswahl „A“. Für diese bestritt er vier Spiele in der Qualifikation für das in Schottland anstehende UEFA-Juniorenturnier, wie auch zwei im Turnier selbst. Sein Debüt als Nationalspieler gab er am 1. März in Pilsen im Qualifikationsspiel für das Juniorenturnier beim 1:0-Sieg über die Auswahl der Tschechoslowakei. Ebenso kam er am 15. März in Marburg in einem weiteren Qualifikationsspiel beim 1:0-Sieg über die Auswahl Jugoslawiens zum Einsatz, wie auch am 28. März in Zagreb bei der 0:1-Niederlage gegen die Auswahl Jugoslawiens und am 19. April in Passau beim 2:1-Sieg über die Tschechoslowakei. Am 16. Mai gehörte er der Turniermannschaft an, die in Aberdeen mit 3:2 über die Auswahl Wales’ siegte. Sein letztes Turnierspiel endete am 20. Mai in Arbroath mit der 1:2-Niederlage gegen die Auswahl der Niederlande.